# NGC 4828
NGC 4828 est une galaxie lenticulaire située dans la constellation de la Chevelure de Bérénice. Sa vitesse par rapport au fond diffus cosmologique est de 6 525 ± 19 km/s, ce qui correspond à une distance de Hubble de 96,3 ± 6,7 Mpc (∼314 millions d'al). NGC 4828 a été découverte par l'astronome prussien Heinrich Louis d'Arrest en 1865.
Selon la base de données Simbad, NGC 4828 est une galaxie LINER, c'est-à-dire une galaxie dont le noyau présente un spectre d'émission caractérisé par de larges raies d'atomes faiblement ionisés.
La désignation DRCG 27-163 est utilisée par Wolfgang Steinicke pour indiquer que cette galaxie figure au catalogue des amas galactiques d'Alan Dressler. Les nombres 27 et 163 indiquent respectivement que c'est le 27e amas de la liste, soit Abell 1656 (l'amas de la Chevelure de Bérénice), et la 163e galaxie de cet amas. Cette même galaxie est aussi désignée par ABELL 1656:[D80] 163 par la base de données NASA/IPAC, ce qui est équivalent. Dressler indique que NGC 4817 est une galaxie lenticulaire de type S0.
À ce jour, une mesure non basée sur le décalage vers le rouge (redshift) donne une distance d'environ 115,000 Mpc (∼375 millions d'al). Cette valeur est à l'extérieur des valeurs de la distance de Hubble, mais compatible avec celles-ci. Notons cependant que c'est avec la valeur moyenne des mesures indépendantes, lorsqu'elles existent, que la base de données NASA/IPAC calcule le diamètre d'une galaxie et qu'en conséquence le diamètre de NGC 4828 pourrait être d'environ 24,9 kpc (∼81 200 al) si on utilisait la distance de Hubble pour le calculer.